# 五経
五経（ごけい・ごきょう）または六経（りっけい・りくけい）は、漢代に官学とされた儒学における経書の総称。「六経」とは『詩』（詩経）、『書』（書経）、『礼』（礼記）、『楽』（楽経）、『易』（易経）、『春秋』の6つの経書を言うが、このうちはやくに失われた『楽』を除いた5つの経書を「五経」と言う。伝統的な儒教の考えでは、孔子以前に編まれた書物を原典として孔子の手を経て現在の形になったと考えられている。
ただし、実際に五経として読まれる書物の内容は時代によって異なっており、また孔子以後の儒家たちの注釈である「伝」を含めた形で読まれた。
現行のいわゆる五経は、唐代の『五経正義』以来の『周易』『尚書』『毛詩』『礼記』『春秋左氏伝』である。

## 概要
これらの書物がどのように儒家の経典となっていったのかはっきりとした過程はわからない。『論語』を読んではっきりとわかることは、孔子の杏壇においては『詩』と『書』を学んでいたことだけである。『春秋左氏伝』によれば、当時の使者たちが『詩』を外交に用いていたことが分かり、これらを学んでいたのは孔子たちだけではなかったことが窺える。また『論語』では雅言（共通語のことと考えられている）について「『詩』『書』執礼」で用いていたとあり、礼に関する経典があったかはともかく、儀礼の教育もあったことは確かであろう。また「五十にして以て『易』を学ぶ」というくだりがあり、後に『易』が儒家経典とされる素地があった。『論語』の記述に、春秋以外の詩書礼楽と易が現れており、後にこれらの編纂に孔子が関わったとする根拠となった。『春秋』については『孟子』において魯の史書とされるとともに、孔子が作ったとされている。
これらの書が経としてまとめられたのは戦国時代末期、荀子のころと思われ、『荀子』勧学篇には礼楽・詩書・春秋と併記されている。ただし、荀子にも「五経」や「六経」という言葉は見えず、『荘子』天下篇に孔子が老子に述べた言葉として「丘は詩書礼楽易春秋の六経を治む」を初出とする。
このように六経としてまとめられたのであるが、秦の始皇帝による焚書坑儒や楚漢戦争によって書物の伝承が途絶えそうになった。しかし、一部の経師たちが口頭で伝承したり、竹簡を隠すことによって漢代に経書を伝えた。この時『楽』は失われて、残りの五経が武帝の時、学官に立てられた。これがいわゆる五経博士である。なお『礼』として立てられたのは現在の『儀礼』という書物であり、礼の「士礼」部分のみしか伝わらなかったと言われる。その一方で民間に眠る失われていた書物の採集が行われた。これらは当時の隷書（今文）ではなく、古い文字、いわゆる古文でかかれていて、「古文経」と呼ばれるが、当時、学官に立てられていた経書（今文経）とは違う系統のテキストであった。これにより今文を掲げる学者と古文を奉じる学者による闘争が起こり、前漢末、新には劉歆によって『春秋左氏伝』『毛詩』『逸礼』『古文尚書』といった古文経に学官が立てられた。しかし、新は後漢王朝によって倒され、新を否定するという政治的な理由から後漢では再び今文経に学官が立てられた。しかし、在野で力を付け、優れた学者たちを輩出した古文学者たちに押されて今文経学は衰退し、魏晋南北朝を経て唐代になると古文経の優位が確定し、唐朝が勅撰で作った五経の注釈書『五経正義』では古文系統のテキストが採用され、現在に至っている。

## 順序
六経の並べ方は今文と古文で異なる。
今文では詩・書・礼・楽・易・春秋であり、孔子が学んだ順序に基づくと思われる。
古文では易・書・詩・礼・楽・春秋であり、時代順に並べられている。『易』は宇宙生成にまつわる陰陽未分化な太極から扱い、その基本となる八卦の製作者は伏羲とされる。『書』は堯・舜から夏・殷・周三代の歴史書、『詩』と『礼』『楽』は周代に作られ、『春秋』は春秋時代の魯で作られた。

## 備考
中世の日本においては、『楽経』に代わって『孝経』を加えて「六経」と称した事例が見受けられる。薩南学派の祖とされる室町時代の桂庵玄樹が著した『家法倭点』の中に「六経者五経加孝経也」と記され、六経とは五経に『孝経』を加えたものであるとしている。ほぼ同時代に上杉憲実が足利荘に対して出した規則では（憲実が再興した）足利学校で教えて良い学問として「四書」と並んで「六経」が挙げられており、これも『孝経』を含めたものと考えられている。